# Barão de Santa Bárbara
Barão de Santa Bárbara é um título nobiliárquico criado pela rainha D. Maria II de Portugal, por carta régia de 20 de Outubro de 1840, a favor de Bernardo Baptista da Fonseca e Sousa Sá Pereira do Lago, um militar que se distinguira na Guerra Civil Portuguesa (1828-1834).
Titulares
1. Bernardo Baptista da Fonseca e Sousa Sá Pereira do Lago (1784–1858);
2. António Manuel da Fonseca e Sousa Sá Morais Pereira do Lago (1807–1840) – filho do anterior.